# Plaza 28 de Agosto
La Plaza 28 de Agosto o conocido popularmente como «Plaza de la Mujer Tacneña» es una plaza ubicada en la ciudad de Tacna, Perú. En esta plaza se inicia las actividades oficiales conmemorativas de la Reincorporación de Tacna, el 28 de agosto de cada año y rinde homenaje a la labor sacrificada y su lealtad patriótica que tuvo la Mujer Tacneña durante la Ocupación Chilena.

## Historia
Se desconocen los orígenes de esta plaza, pero esta en la histórica calle Alto Lima, calle que data desde los principios de la ciudad de Tacna, se encuentra enclavado en el tradicional barrio Alto de Lima cuadra 16, frente al colegio Francisco Antonio de Zela. En este lugar se inician las actividades oficiales conmemorativas de la Reincorporación de Tacna, el 28 de agosto de cada año. La plaza construida, se debe a la iniciativa del intelectual y médico tacneño Carlos Auza Arce.
La Benemérita Sociedad de Señoras de Auxilios Mutuos, es la encargada de la organización y desarrollo del programa en el cual se rinde homenaje a la mujer tacneña, relevando su labor tesonera y sacrificada, de mantener inalterable la lealtad a la patria. Al concluir el acto empieza la Procesión de la Bandera, una manifestación patriótica muy emotiva.

## Descripción
Es una larga plaza al frente de la Institución Educativa Francisco Antonio de Zela, adornada con bancas y algunos rosales, en su arquitectura destaca al inicio de la plaza un espacio escalonado y frente a ello, el monumento hacia la Mujer Tacneña donado por el general Jorge León Flores Torres el 28 de agosto de 1991.

## Actualidad
Al ser una plaza popular y céntrica en la ciudad, se suelen realizar muchas actividades sociales y culturales favor de la ciudadana. Por otro lado es el punto de inicio para varias actividades como carnavales, desfiles y movilizaciones. Pero sin duda alguna, es reconocida por ser el lugar donde inician las actividades por la Reincorporación de Tacna y la Procesión de la Bandera.

### Procesión de la Bandera
La Procesión de la Bandera es una ceremonia cívico militar realizada en la ciudad de Tacna el 28 de agosto de cada año con la finalidad de conmemorar la fecha en que la provincia de Tacna se reincorporó al Perú luego del periodo de ocupación chilena, esta ceremonia inicia en la Plaza 28 de Agosto «Plaza de la Mujer Tacneña» y culmina con el izamiento del pabellón nacional en el Paseo Cívico de Tacna.

## Galería

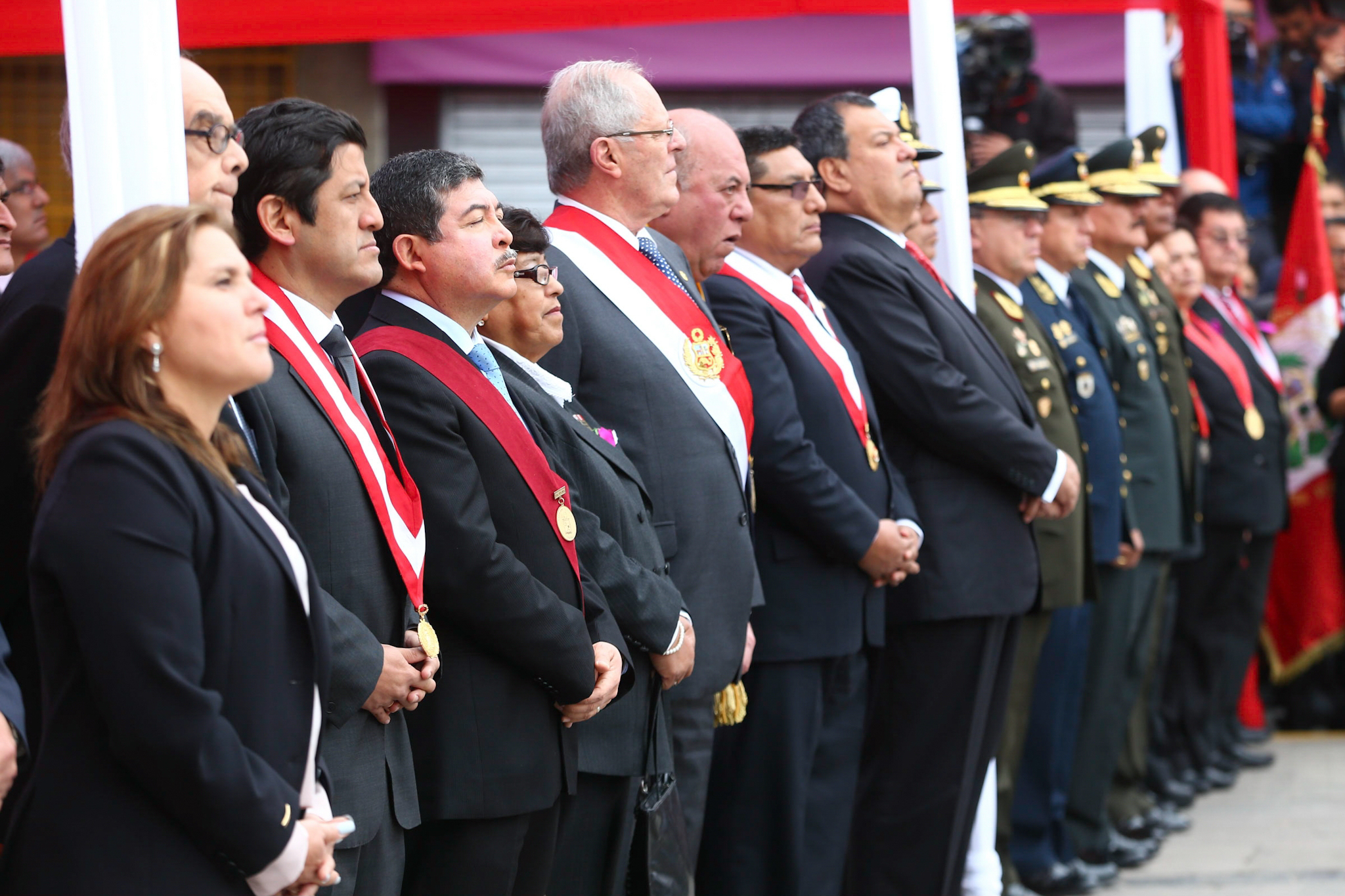
Presidente del Perú y otras autoridades durante la ceremonia de Procesión de la Bandera en Tacna en la Plaza de la Mujer Tacneña.